# Aprasia pseudopulchella
Aprasia pseudopulchella е вид влечуго от семейство Pygopodidae. Видът е почти застрашен от изчезване.

## Разпространение
Разпространен е в Австралия.